# De drie machten
De drie machten is het vijfenentwintigste verhaal uit de reeks Dag en Heidi.  Het werd in 1986 uitgegeven door de Standaard Uitgeverij als vijftiende album uit een reeks van zestien. 

## Personages
- Dag
- Heidi
- Inga
- Sven
- Karin
- Prins Abdalla
- Sheila
- Sultan Kaspar

## Verhaal
Sven neemt zijn vrouw Karin en kinderen Inga, Dag en Heidi mee voor een bezoek aan zijn schip dat helemaal is opgeknapt. Eens op het schip vinden de kinderen een kistje dat op het water drijft. Ze vissen het kistje uit het water en openen het. Het bevat drie voorwerpen: een riem, een ring en een tulband. Dag doet de riem aan en wordt hierdoor erg sterk. Als Inga de tulband opzet wordt ze onzichtbaar. Heidi probeert de ring uit en krijgt hierdoor visioenen. Het is door die visioenen dat ze te weten komen dat deze drie magische voorwerpen, ook wel drie machten genoemd, toebehoren aan een Arabische prins Abdallah genaamd. Ze krijgen een groep Arabische boeven achter zich. Ze slagen er echter in met behulp van de voorwerpen de boeven te verslaan.
Als Heidi die nacht de ring weer aandoet, krijgt ze een visioen. Zo ontdekt ze dat de prins door de boeven werd ontvoerd en meegenomen op hun schip. Kapitein Sven besluit om met zijn kinderen de boeven achterna te reizen met de bedoeling ervoor te zorgen dat de magische voorwerpen weer bij de rechtmatige eigenaar komen. Ondanks een zware storm komen ze heelhuids in het vreemde land aan. De boeven proberen daar opnieuw hen de voorwerpen afhandig te maken, maar dankzij deze machten slaan ze hen weer af. Dankzij de visioenen van Heidi weten ze welke richting ze uit moeten en naar een paleis moeten trekken. Eens het paleis gevonden zien ze hoe enkele soldaten een man willen bestelen. Ze redden de man die hen uit dankbaarheid uitnodigt in zijn huis.
De man vertelt hen hoe de bevolking wordt onderdrukt door de wrede sultan Kaspar. Met behulp van een wonderspiegel kan hij alles zien wat er zich in zijn rijk afspeelt. De prins wordt gevangen gehouden in een kerker. Sven besluit om de prins te gaan bevrijden met behulp van Dag en Heidi en de drie machten. Inga blijft bij de gastvrije man. Het drietal moet verschillende gevaren trotseren, maar slagen er in om de prins te bevrijden en deze ook te verenigen met Sheila, dochter van de sultan en geliefde van de prins.
Het vijftal kan enkel ontsnappen via het labyrint waar hun weer veel nieuwe gevaren wachten. Maar ook mede dankzij de magische voorwerpen komen ze hier heelhuids door. De sultan doet nog een laatste poging door uitgehongerde tijgers op hen af te sturen, maar het gezelschap slaagt er echter in door de drie machten om de tijgers zich tegen de sultan te doen keren. Sultan Kaspar vlucht in de woestijn met de tijgers achter zich aan. De wonderspiegel breekt. Met een groot feest en veel vuurwerk neemt prins Abdallah weer plaats op de troon. Niet veel later wordt zijn huwelijk met Sheila ingezegend. Na enkele dagen keert het gezelschap van kapitein Sven weer huiswaarts.